# Bistum Lages
Das Bistum Lages (lateinisch Dioecesis Lagensis, portugiesisch Diocese de Lages) ist eine in Brasilien gelegene römisch-katholische Diözese mit Sitz in Lages im Bundesstaat Santa Catarina.

## Geschichte
Das Bistum Lages wurde am 17. Januar 1927 durch Papst Pius XI. mit der Apostolischen Konstitution Inter praecipuas aus Gebietsabtretungen des Erzbistums Florianópolis errichtet und diesem als Suffraganbistum unterstellt. Am 9. Dezember 1933 gab das Bistum Lages Teile seines Territoriums zur Gründung der Territorialprälatur Palmas ab. Weitere Gebietsabtretungen erfolgten am 14. Januar 1958 zur Gründung des Bistums Chapecó, am 23. November 1968 zur Gründung des Bistums Caçador und am 12. Juni 1975 zur Gründung des Bistums Joaçaba.
Am 5. November 2024 wurde es der neugegründete Kirchenprovinz Chapecó als Suffraganbistum unterstellt.

## Bischöfe von Lages
- Daniel Henrique Hostin OFM, 1929–1973
- Honorato Piazera SCI, 1973–1987
- João Oneres Marchiori, 1987–2009
- Irineu Andreassa OFM, 2009–2016, dann Bischof von Ituiutaba
- Guilherme Antônio Werlang MSF, seit 2018